# 秀峰街道 (桂林市)
秀峰街道是中华人民共和国广西壮族自治区桂林市秀峰区下辖的一个街道。

## 行政区划
秀峰街道下辖7个居委会，分别是：
乐群社区、解东社区、东华社区、解西社区、中心广场社区、百梓社区和榕湖社区。